# A Canção de Portugal
A Canção de Portugal: o fado: publicação semanal literária e ilustrada começa a ser publicado em Lisboa, em Abril de 1916, com termo em Maio de 1919, tendo como diretores Jorge Gonçalves e (pontualmente) Mário Salgueiro. Como avança o título, o assunto que domina a publicação é o fado, que aqui se vê defendido como “a canção tradicional portuguesa”. Lê-se, aliás, um claro debate sobre o posicionamento do fado como canção nacional, travado entre Avelino de Sousa e Ernesto Belo Redondo (ambos intervenientes no semanário). É então óbvio, que a rechear esta publicação, encontremos, entre outras rubricas, discussões temáticas, opiniões, notícias e poesia, e, como não deixaria de ser pertinente, letras e partituras de fados.